# Lan Ma (film)
Lan Ma (หลานม่า, lett. "Il nipote della nonna", conosciuto anche con il titolo internazionale How to Make Millions Before Grandma Dies) è un film del 2024 diretto da Pat Boonnitipat.
Scritto dal regista assieme a Thodsapon Thiptinnakorn, è una commedia drammatica che narra la storia di M (Putthipong Assaratanakul), un ragazzo a corto di soldi che si prende cura della nonna malata (l'ottuagenaria Usha Seamkhum, attrice non professionista al suo film d'esordio) nella speranza di accaparrarsene l'eredità.
Lo sviluppo del film iniziò nel 2020, quando Thipthinkon terminò la prima bozza della sceneggiatura – che subì diverse modifiche quando Bunnithiphat assunse il ruolo del regista. Le riprese ebbero luogo tra Bangkok e il quartiere di Talat Phlu. Al botteghino ha incassato mondialmente quasi ottanta milioni di dollari, diventando il secondo film thailandese di maggior successo dell'anno e il dodicesimo di sempre. È stato scelto per rappresentare la Thailandia ai premi Oscar 2025 come miglior film internazionale, arrivando fino alla short-list di dicembre dei quindici film pre-selezionati.

## Trama
L'anziana Mengju e i suoi figli Sew, Kiang e Soi celebrano la festa di Qingming con M, figlio di Sew che ha abbandonato l'università per diventare uno streamer di videogiochi. Dopo una caduta avvenuta alla festa, Mengju si fa visitare in ospedale e le viene diagnosticato un tumore allo stomaco al quarto stadio, informazione che la famiglia le vuole tenere nascosta. M si trasferisce da lei sperando di ereditare il suo patrimonio e l'aiuta con il suo lavoro da venditrice di congee. Prima di trasferirsi mette in vendita proprio la casa di Mengchu a Talat Phlu (Bangkok). Le rivela ciò che hanno detto i medici e Mengchu si avvicina sempre di più al nipote, che ormai è diventato il suo badante principale.
Kiang propone di prendersi cura della madre a casa sua, sperando anch'egli di poter ottenere il patrimonio in eredità, ma M la convince a rimanere con lui. Quando lui scopre che Soi ha rubato 200 000 baht da Mengchu per ripagare un debito di gioco lo aiuta, pur rimanendo sospettoso. Durante gli ultimi giorni di vita, Mengchu ha lasciato in eredità la casa a Soi, portando M ad allontanarsi da lei. Dopo la sua morte, egli scopre che sin dalla sua infanzia la nonna gli aveva messo da parte dei soldi in banca. Decide di utilizzarli per comprare un appezzamento di terra per la sepoltura di Mengchu, come promesso quando era piccolo, e tutta la famiglia si riunisce per il funerale.

## Produzione

### Sviluppo
Per la prima volta e contrariamente alla totalità dei film della GDH prodotti dalla Jor Kwang Films, l'idea di Lan Ma non iniziò dai suoi produttori o registi, bensì dallo sceneggiatore Thodsapon Thiptinnakorn, lavoratore a tempo pieno per l'azienda dal 2009. A dicembre 2020 presentò un progetto di dieci pagine ispirato dalle esperienze di cura che ha avuto con sua nonna durante la pandemia di COVID-19 e al fatto che lei non abbia lasciato nulla in eredità a sua figlia o alle badanti dopo la morte. I produttori Vanridee Pongsittisak e Jira Maligool lavorarono al fianco di Thipthinkon per assicurarsi una sceneggiatura «accessibile ed intrattenente» rispetto alla bozza iniziale, finendo per creare una commedia slapstick incentrata sulle figure della nonna e del nipote. Secondo Phongsitthisak, questa versione del film – denominata The Chinese Family – aveva perso il «fascino originale» del lavoro di Thipthinkon. Di conseguenza e dopo la sua assunzione, il regista sino-thailandese Pat Boonnitipat modificò la sceneggiatura con Thipthinkon per rendere la narrazione più emotiva. Bunnithiphat aveva già lavorato per la GDH con Project S (2017-2018) e Bad Genius: The Series (2020). Egli incorporò elementi della sua vita personale per ultimare la sceneggiatura: alla sua nonna materna, che lo ha cresciuto e con cui vive tutt'ora, fu diagnosticato un tumore al seno in fase avanzata nel 2004, e in seguito egli dichiarò che la rappresentazione del film «è esattamente la stessa [della mia famiglia], anche i dialoghi». Bunnithiphat e Thipthinkon lavorarono alla stesura per due anni; in seguito, il regista affermò che gli ci vollero otto mesi per imparare a scrivere per il cinema – questa è la sua prima opera per il grande schermo.
La sceneggiatura fu rivista anche per la discussione sociale sugli atteggiamenti contemporanei sulla società familiare thailandese, specificatamente correlati a quelli occidentali o asiatici riguardo alle famiglie estese e nucleari. Secondo Benediktus Yogatama di Kompas, il film contiene anche diversi temi legati alla pianificazione finanziaria e al budget personale; Jake Yancey di Hollywood Insider affermò che Lan Ma esplora i ruoli di genere, le divisioni e somiglianze generazionali, l'invecchiamento e l'esperienza culturale sino-thailandese.

### Riprese
La lavorazione ebbe principalmente luogo a Talat Phlu, una comunità tradizionale cinese nella Chinatown di Bangkok. Le riprese includevano il mercato di Talat Phlu e Wat Chantharam Worawihan, entrambe divenute mete popolari tra i fan dopo l'uscita del film, e durarono venticinque giorni, eseguite principalmente con un'impostazione a telecamera singola. Il direttore della fotografia Boonyanuch Kraithong utilizzò aperture strette e inquadrature ampie per aumentare la profondità e la gamma della messa a fuoco e per andare in contrasto alle pellicole contemporanee che utilizzano una messa a fuoco superficiale. Bunnithiphat utilizzò anche la coreografia per ottenere questo effetto, ispirato alle tecniche di produzione cinematografica presenti nei film thailandesi dagli anni Cinquanta agli anni Settanta.

## Distribuzione
Il trailer ufficiale è stato pubblicato sul canale YouTube di GDH il 21 febbraio 2024, seguito dalla versione sottotitolata in inglese il 1º marzo.
Lan Ma è stato distribuito nei cinema thailandesi a partire dal 4 aprile, mentre la première internazionale ci fu il 17 luglio in occasione del 23° New York Asian Film Festival; i biglietti furono venduti rapidamente e venne organizzata una seconda proiezione, con Bunnithiphat e Atsaratnakun tra il pubblico. Le date di uscita internazionali nel corso del 2024 sono state:
- 4 aprile in Thailandia
- 15 maggio in Indonesia
- 29 maggio nelle Filippine
- 30 maggio in Brunei, Laos, Malaysia e Singapore
- 31 maggio in Birmania
- 7 giugno in Vietnam
- 13 giugno a Hong Kong e Macao
- 18 giugno in Cambogia
- 21 giugno a Taiwan
- 26 giugno a Timor Est
- 18 luglio in Australia, Nuova Zelanda e Papua Nuova Guinea
- 23 agosto in Cina[19]
- 13 settembre in Canada e negli Stati Uniti d'America[19]
- 9 ottobre in Corea del Sud
- 10 ottobre nei Paesi Bassi[19]
- 13 novembre in Belgio[19]

## Accoglienza

### Incassi
Lan Ma ha incassato 34 milioni di dollari in tutto il mondo, di cui 12,4 in Thailandia, diventando il film thailandese con più incassi del 2024 già dopo le prime due settimane di proiezione. Solamente nella regione metropolitana di Bangkok e Chiang Mai ha incassato 5,3 milioni di dollari, diventando il titolo della GDH con più incassi nel Paese e l'undicesimo incasso per un film locale di sempre (superato da Death Whisperer 2 nel 2025). In Cina, gli incassi sono stati pari a 14,8 milioni.
Secondo GDH, Lan Ma è stato proiettato a più di dieci milioni di persone. Nei primi tre giorni di proiezione in Singapore (6-9 giugno) ha incassato 256 000$, il weekend più alto di sempre per un film thailandese; in Indonesia sono stati venduti più di 3,5 milioni di biglietti (di cui due nei primi tredici giorni), cifra record per un film asiatico nel Paese. Il film è diventato il titolo thailandese con più incassi in Australia, Indonesia, Nuova Zelanda, Singapore, Birmania, Vietnam, Malaysia e nelle Filippine.

### Critica
Secondo l'aggregatore di recensioni Rotten Tomatoes, il film ha ottenuto un indice di apprezzamento del 100% e un voto di 7,90 su 10 sulla base di 32 recensioni. Su Metacritic, il film ha ottenuto un voto di 71 su 100 sulla base di 8 recensioni.

## Riconoscimenti
- 2024 – New York Asian Film Festival
  - Premio del pubblico[30]